# Patricia Benet
Patricia María Benet Edo (geboren 5. März 1988 in Valencia) ist eine spanische Basketballspielerin.

## Basketball-Karriere
Die 1,70 Meter große Athletin war beim spanischen Erstligisten Ros Casares Valencia unter Vertrag. Zur Saison 2012/2013 verpflichtete sie der spanische Zweitligist Aros León. Zur Saison 2013/2014 wechselte sie nach Cáceres zum Liga-Konkurrenten Al-Qázeres  Extremadura, mit dem sie den Aufstieg in die 1. spanische Liga schaffte.
Zur Saison 2014/2015 wurde sie vom spanischen Erstligisten Universitario de Ferrol verpflichtet. Dort stand sie durchschnittlich 21 Minuten auf dem Feld und war mit 3,9 Punkten, 2,3 Rebounds  und 1,8 Assists erfolgreich. Gegen Bembibre gelang ihr am 29. Oktober 2014 mit 16 Punkten der Saisonhöchstwert.

### Internationale Basketball-Karriere
Zur Saison 2015/2016 wechselte sie zum deutschen Erstligisten  BC Marburg.